# Disease Ontology
Disease Ontology (ontologia de les malalties o DO) és una ontologia formal de les malalties humanes. El projecte Disease Ontology està organitzat a l'Institut de Ciències del Genoma de la Facultat de Medicina de la Universitat de Maryland.
El projecte Disease Ontology es va desenvolupar inicialment el 2003 a la Universitat Northwestern per fer front a la necessitat d'una ontologia basada en un propòsit que abasti l'espectre complet de conceptes de malalties anotades en repositoris biomèdics dins d'un marc ontològic extensible per satisfer les necessitats de la comunitat.
La Disease Ontology és una ontologia de la fundació Open Biomedical Ontologies (OBO, ontologies biomèdiques obertes).
Els Disease Ontology Identifiers (DOID, identificadors d'ontologia de malalties) consten del prefix DOID: seguit del número, per exemple, la malaltia d'Alzheimer té l'identificador DOID:10652.